# Petr Kopl
Petr Kopl (* 2. června 1976 Třebíč) je český komiksový kreslíř věnující se zejména specifickému stylu kresby zvané cartooning. Je znám hlavně komiksovou adaptací viktoriánské literatury, kterou shromažďuje v sérii knih Viktoria Regina, a komiksovými stripy Štěky Broka Špindíry, které byly vydány i knižně. Ilustroval také sérii Kouzelný Atlas „Putování časem“ od Veroniky Válkové
Ilustroval téměř 40 knih, z velké části učebnic jazyků pro děti. Je také grafikem, příležitostným žurnalistou, scenáristou a hercem.
V květnu roku 2020 bylo oznámeno, že Petr Kopl obdrží v listopadu téhož roku medaili Kraje Vysočina. V červnu roku 2021 proběhlo opožděné předání, kdy obdržel Skleněnou medaili Kraje Vysočina.

## Život
Petr Kopl projevoval kreslířské nadání už v dětství, kdy začal se svou komiksovou tvorbou. Inspirací pro jeho tvorbu v té době byly především komiksy Asterix a Martin a kocour Kolumbus. V mládí však trpěl těžkým astmatem, které od puberty začalo ustupovat. Vystudoval obchodní akademii v Třebíči a poté pracoval několik let jako prodavač.
V současnosti žije v Jihlavě a pracuje jako grafik v reklamní agentuře. Kromě ilustrací se věnuje i divadlu, kdy hraje v jihlavských souborech NaKop Tyjátr a De Facto Mimo.

## Dílo
Petr Kopl se věnuje tvorbě komiksů. Ilustroval i některé příběhy v časopise Čtyřlístek, od roku 2013 mu zde vychází seriál Morgavsa a Morgana a od roku 2019 Cesta kolem světa za 80 dní. Do komiksové formy převedl například Dumasovy Tři mušketýry, Krále Artuše nebo Psa baskervillského. Spolupracuje s Veronikou Válkovou, které ilustruje její severskou fantasy sérii Wetemaa i cyklus Dobrodružné výpravy do minulosti. Některé své ilustrace Petr Kopl také vystavoval; při tom si ho všiml americký spisovatel Robert Wortock a společně vytvořili komiks The Black Goat with the Golden Horns (Černý kozel se zlatými rohy), který vyšel soukromým nákladem ve Spojených státech.
Jeho průřezovým dílem jsou stripy Štěky Broka Špindíry, které začaly vycházet nejdříve v Jihlavských listech a později byly vydány i knižně. Jde o krátké několikaobrázkové komiksy, které jsou někdy i trochu ostřejší. Vypráví o čtyřech letech života malého podvraťáka jménem Brok. Autor v nich vychází ze svých dlouholetých zkušeností se psy. Předobrazem Broka byl především jeho první pes, kříženec Jack.
Kromě tvorby komiksů ilustroval Petr Kopl téměř 40 knih: především učebnice a příručky angličtiny pro děti i dospělé, učebnice němčiny nebo příručku Už vím, co udělám, když…, která radí dětem v různých životních situacích. Kreslil také do měsíčníku pro dětské domovy Zámeček. Vytvořil vizuální podobu maskotů M a N pro Mistrovství světa v biatlonu v Novém Městě na Moravě v roce 2013 a také maskota pro Hry VI. zimní olympiády dětí a mládeže ČR 2014.
Jeho trvalým vzorem jsou autoři komiksů Asterix – René Goscinny a Albert Uderzo. Obdivuje i picasovskou genialitu amerického cartoonisty Bena Caldwella.
Od prosince roku 2015 začal Petr Kopl společně se scenáristou Petrem Mackem vydávat sešitový komiks Dechberoucí Zázrak, který vychází u nakladatelství Czech News Center. Po jeho 25 číslech navázali dalším společným projektem, komiksem o legendárním Pérákovi, uveřejňovaném na pokračování v časopise ABC. Sebrané a rozšířené vydání série, původně publikované v časopise ABC, vyšlo v květnu 2019 jako samostatná kniha Pérák: Oko budoucnosti.

### Knihy s vlastním scénářem a námětem
- Zápisník dobrodruha I-III. Praha: Fragment, 2010. ISBN 978-80-253-0601-7, ISBN 978-80-253-0971-1.
- Údolí stínů. Frýdek-Místek: Alpress, 2011. ISBN 9788073629779.
- Procitnutí. Praha: Fragment, 2012. 126 s. (Hororland). ISBN 978-80-253-1447-0.
- Štěky Broka Špindíry. 1. vyd. Praha: Crew, 2012. 79 s. (Světové komiksy česky). ISBN 978-80-7449-122-1.

### Knihy adaptací
- Král Artuš. Praha: Fragment, 2010. 126 s. ISBN 978-80-253-1058-8.
- Tři mušketýři. 1. vyd. Praha: Fragment, 2010. 126 s. ISBN 978-80-253-1058-8.
- ANDRES, Adam. Wetemaa I. 1. vyd. Brno: Zoner Press, 2012. 156 s. ISBN 978-80-7413-192-9.

Serie Victoria Regina
- Pes Baskervillský: Petr Kopl uvádí komiksovou adaptaci románu sira Arthura Conana Doyla. 1. vyd. Frýdek-Místek: Alpress, 2011. 148 s. ISBN 978-80-7362-971-7.
- Dracula: Petr Kopl uvádí komiksovou adaptaci románu Brama Stokera. 1. vyd. Praha: Fragment, 2012. 128 s. (Hororland). ISBN 978-80-253-1360-2.
- Tajemný hrad v Karpatech. 1. vyd. Brno: Zoner Press, 2012. 191 s. ISBN 978-80-7413-216-2.
- Poslední případ. Brno: Zoner Press, 2013. ISBN 978-80-7413-238-4.
- Skandál v Čechách. Brno: Zoner Press, 2013. ISBN 978-80-7413-258-2.
- Ztracený svět. Praha: Grada, 2014. ISBN 978-80-247-5013-2.

### Komiksy na pokračování
- Štěky dne (různá periodika)
- Horácké bajky
- Vesmírní záchranáři (21. století junior, 2009 – 2010)
- Morgavsa a Morgana (Čtyřlístek, od r. 2012)
- Dechberoucí Zázrak (Blesk Komiks, od r. 2015)
- Pérák: Oko budoucnosti (Blesk 2019)
- Cesta kolem světa za 80 dní (Čtyřlístek, od r. 2019)

### Ilustrace
Výběr knih, které Petr Kopl ilustroval:
- VÁLKOVÁ, Veronika. Kouzelný atlas putování časem: Vikingové - Záhada rohatých přileb. [s.l.]: Grada, 2013. ISBN 978-80-247-4762-0.
- VÁLKOVÁ, Veronika. Dobrodružné výpravy do minulosti: Karel IV. - Příběh českého krále. 1. vyd. Praha: Fragment, 2011. 163 s. ISBN 978-80-253-1203-2.
- ŽÁK, Petr. Kreativita a její rozvoj. Brno: Computer Press, 2004. ISBN 80-251-0457-5.
- POSPÍŠILOVÁ, Zuzana. Už vím, co udělám, když.... Praha: Fragment, 2008. ISBN 978-80-253-0670-3.
- POSPÍŠILOVÁ, Zuzana. Už to zvládnu: Dětský pomocník pro každou situaci. 2. vyd. Praha: Fragment, 2012. 64 s. ISBN 978-80-253-1601-6.
- NOSKOVÁ, Gabriela. Angličtina pro obchodní praxi. Brno: Computer Press, 2007. 130 s. ISBN 978-80-251-1729-3.
- NOSKOVÁ, Gabriela. 30 topics for English conversation. Brno: Computer Press, 2009. 130 s. ISBN 978-80-251-2424-6.
- Hravá angličtina. 1, Zvířata. Praha: Petr Kupka, 2008. 2 s. ISBN 978-80-87020-41-8. Pexeso.